# ليلاند رايت
ليلاند رايت (بالإنجليزية: Leland Wright)‏ (29 أكتوبر 1986 بيوجين في الولايات المتحدة - ) هو لاعب كرة قدم أمريكي في مركز الوسط. لعب مع IMG Academy Bradenton ‏ وSportfreunde Siegen ‏ وMinnesota United FC (2010–2016) ‏.

## وصلات خارجية
- ليلاند رايت على موقع قاعدة بيانات كرة القدم.إي يو (الإنجليزية)